# Евен га-езер

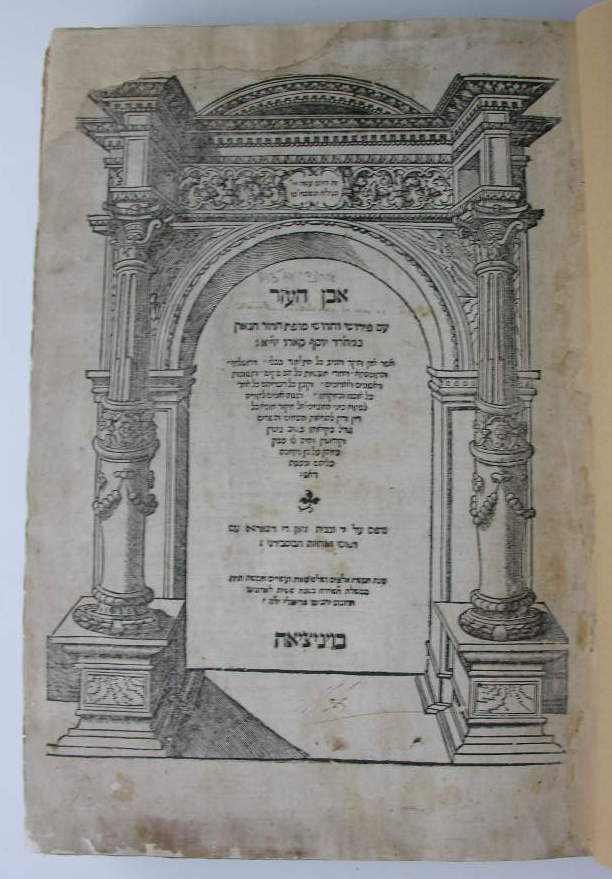
Титульний аркуш видання «Евен га-Езер» 1565 року

«Евен га-езер» (івр. אבן העזר; скорочено вживається: івр. אבה"ע чи івр. אה"ע; букв. «камінь допомоги») — назва третього розділу «Арбаа Турім» (івр. ארבעה טורים), збірки галахічних приписів рабина Якова Бен-Ашера.
Назва взята із Біблії: «І взяв Самуїл одного ка́меня, і поклав між Міцпою та між Шенам, та й назвав ім'я́ йому: Евен-Єзер. І він сказав: „Аж доти допоміг нам Господь“» (1 Сам. 7:12).
У цьому розділі «Арбаа турім» розглядаються аспекти єврейського законодавства, що стосуються шлюбу, розлучення та сексуальної поведінки. Пізніше рабин Йосеф Каро розробив структуру власної збірки практичного єврейського права «Шульхан-арух» (івр. שולחן ערוך) на основі «Арбаа турім». Багато пізніших книг теж використовували цю структуру.

## Виноски
1. ↑  Segal, Eliezer (2009). Introducing Judaism. Routledge. с. 220. ISBN 978-0-415-44009-7. Архів оригіналу за 11 січня 2022. Процитовано 11 січня 2022.
2. ↑  Jacob ben Asher. Encyclopædia Britannica. Архів оригіналу за 4 лютого 2015. Процитовано 3 лютого 2015.
3. ↑  Joseph ben Ephraim Karo. Encyclopædia Britannica. Архів оригіналу за 22 жовтня 2014. Процитовано 3 лютого 2015.